# (5373) Michaelkurtz
(5373) Michaelkurtz es un asteroide perteneciente al cinturón de asteroides, descubierto el 14 de noviembre de 1988 por Seiji Ueda y el astrónomo Hiroshi Kaneda desde el Kushiro Marsh Observatory, Hokkaido, Japón.

## Designación y nombre
Designado provisionalmente como 1988 VV3. Debe su nombre a Michael Kurtz (n. 1947)  quien es un astrónomo e informático estadounidense del Centro de astrofísica Harvard-Smithsonian. Kurtz ha estado en el proyecto del Sistema de Datos Astrofísicos de la NASA desde su inicio en 1993 y es el científico emérito del proyecto ADS y su expansión al Explorador Científico de la NASA.

## Características orbitales
Michaelkurtz está situado a una distancia media del Sol de 2,645 ua, pudiendo alejarse hasta 2,898 ua y acercarse hasta 2,392 ua. Su excentricidad es 0,095 y la inclinación orbital 2,156 grados. Emplea 1571,86 días en completar una órbita alrededor del Sol.

## Características físicas
La magnitud absoluta de Michaelkurtz es 13,2. 